# Mehama (Saaremaa)
Mehama is een plaats in de Estlandse gemeente Saaremaa, provincie Saaremaa. De plaats heeft de status van dorp (Estisch: küla) en telt 36 inwoners (2021).
Tot in oktober 2017 lag de plaats in de gemeente Orissaare. In die maand ging Orissaare op in de fusiegemeente Saaremaa.

## Geschiedenis
Mehama ontstond rond 1900 als nederzetting op het landgoed van Tumala en werd oorspronkelijk Välja genoemd.
Tussen 1977 en 1997 hoorde Mehama bij het buurdorp Ariste. In 1997 werd het weer een zelfstandig dorp.